# Грошково (Вармінсько-Мазурське воєводство)
Грошково (пол. Groszkowo, нім. Graskau) — село в Польщі, у гміні Пурда Ольштинського повіту Вармінсько-Мазурського воєводства.
Населення — 43 особи (2011).
У 1975-1998 роках село належало до Ольштинського воєводства.

## Демографія
Демографічна структура станом на 31 березня 2011 року:
|          | Загалом | Допрацездатний вік | Працездатний вік | Постпрацездатний вік |
| -------- | ------- | ------------------ | ---------------- | -------------------- |
| Чоловіки | 23      | 5                  | 18               | 0                    |
| Жінки    | 20      | 2                  | 15               | 3                    |
| Разом    | 43      | 7                  | 33               | 3                    |